# 石脇慶総
石脇 慶總（いしわき よしふさ、1930年 - 2021年）は、元日本マリア会総長。日本の神学者、カトリック司祭、南山大学名誉教授。大阪市生まれ。大阪明星高校卒業。1960年ローマ国立グレゴリアン大学神学部大学院博士課程修了、神学博士。カトリック名古屋教区司祭。南山大学文学部教授。2001年定年、名誉教授。
第二バチカン公会議の改革路線に沿った寛容な神学思想の持主であったが、新スコラ主義の拠点であったスイスのフリブール大学で鍛えられた思考そのものは厳密なものだった。晩年はインカルチュレーション論の一環として、神道の神学を模索した。

## 著書
- 愛を求める神 神の恵みの構造（エンデルレ書店、1989年）
- 神秘との合一を求めて J・マリタンにおける神実在の認識に関する研究（エンデルレ書店 南山大学学術叢書、1994年）

### 翻訳
- ハンス・キュンク『ゆるぎなき権威? 無謬性を問う』（奥村朝雄共訳、新教出版社 真生シリーズ、1973年）
- ハンス・キュンク『教会論』（里野泰昭、角田信三郎共訳、新教出版社　真生シリーズ、1976年-1977年）
- ヨハネ・パウロ二世／カロル・ウォイティワ『愛と責任』（エンデルレ書店、1982年）
- ジョー・ホランド、ピーター・ヘンリオット『社会分析 社会の現状を福音の光に当てて』（山田経三共訳、日本カトリック正義と平和協議会、1984年）
- パウロ六世、ヨハネ・パウロ2世 (ローマ教皇)|ヨハネ・パウロ二世『教皇の平和メッセージ』（中央出版社、1986年）
- J.デュポン『イエスのたとえ話』（新教出版社 新教新書、1988年）
- 『聖霊 生命の与え主 教皇ヨハネ・パウロ二世回勅』（宮越俊光共訳、カトリック中央協議会 ペトロ文庫、2005年）